# Erling Kagge
Erling Kagge (Oslo, 15 gennaio 1963) è un esploratore, alpinista, scrittore e collezionista d'arte norvegese.

## Sfida dei tre poli
Nel 1990, Erling Kagge e Børge Ousland divennero le prime persone in assoluto a raggiungere il Polo Nord senza alcun supporto. La spedizione è partita dall'isola di Ellesmere l'8 marzo 1990, e ha raggiunto il Polo Nord 58 giorni dopo, il 4 maggio 1990. Hanno percorso circa 800 chilometri sugli sci tirando le loro provviste sulle slitte.
Nel 1992-93, Kagge ha completato la prima spedizione in solitaria e senza supporto al Polo Sud, coprendo le 814 mi (1310 km) di percorso in 50 giorni. Kagge non ebbe contatti radio con il mondo esterno per tutta la durata di questa spedizione, che apparve sulla copertina dell'edizione internazionale della rivista TIME il 1º marzo 1993.
Nel 1994, Kagge ha raggiunto la vetta del monte Everest, diventando così la prima persona a completare la "Three Poles Challenge".

## Carriera
Per due anni, Kagge ha lavorato come avvocato per il gigante industriale Norsk Hydro. Kagge ha anche attraversato l'Atlantico due volte e intorno a Capo Horn.
Dopo la sua impresa record di raggiungere i "tre poli", Kagge ha frequentato l'università di Cambridge per studiare filosofia per tre mandati. Nel 1996 ha fondato l'omonima casa editrice con sede a Oslo, Kagge Forlag. Nel 2000 Kagge Forlag ha acquisito una delle più antiche case editrici norvegesi, JM Stenersens Forlag. Kagge e Stenersens pubblicano circa 100 nuovi titoli annualmente. È il più grande editore di saggistica della Norvegia.
Kagge ha scritto sette libri su esplorazione, filosofia e collezionismo d'arte, i quali sono stati tradotti in 39 lingue. Ha scritto per il Financial Times e il New York Times.

## Spedizioni a piedi
Kagge continua attualmente a fare spedizioni, anche se con un profilo più basso rispetto agli anni Novanta. Nel 2010 lui e lo storico urbano e fotografo Steve Duncan sono discesi nelle fogne, nelle metropolitane e nei tunnel d'acqua di New York - camminando per cinque giorni dal Bronx, via Manhattan, fino alla costa dell'oceano Atlantico. Nel 2012 ha percorso l'intera lunghezza del Sunset Boulevard di Los Angeles nell'arco di tre giorni con Petter Skavlan e Peder Lund. Nel dicembre 2019 Kagge, Skavlan e Lund hanno percorso l'intera lunghezza di Broadway in New York - da Sleepy Hollow alla punta di Manhattan - in 24 ore.

## Opere pubblicate
Il libro di Kagge Silence: In the Age of Noise è stato trasmesso come Libro della settimana dalla BBC Radio 4 nel gennaio 2019. Il Guardian lo ha definito uno dei migliori dieci libri sul silenzio. Il New York Times ha descritto Erling Kagge come "un uomo affascinante. È un avventuriero filosofico o forse un filosofo avventuroso".

## Vita privata
Kagge ha tre figlie: Nor, Ingrid e Solveig.
Kagge è un collezionista di arte contemporanea internazionale. L'Astrup Fearnley Museum for Modern Art ha esposto opere d'arte della sua collezione durante l'estate del 2015. Nel 2020 i musei Fondacion van Gogh Arles, Sala Santander a Madrid e Museion a Bolzano faranno mostra della collezione di Kagge.

## Opere
- Kagge, Erling (1990). Nordpolen: Det siste kappløpet . JW Cappelens forlag. ISBN 82-02-12406-9 .
- Kagge, Erling (1993). Alene til Sydpolen. Cappelen. ISBN 82-02-14087-0.
- Kagge, Erling (1994). På eventyr. NW Damm & Son. ISBN 82-517-8081-0.
- Kagge, Erling (1994). Pole to Pole & Beyond. NW Damm & Son. ISBN 82-517-8082-9.
- Kagge, Erling (2007). Filosofia per gli esploratori polari: cosa non ti insegnano a scuola. Pushkin Press. ISBN 1-901285-69-3.
- Kagge, Erling (2015). Una guida per collezionisti poveri all'acquisto di opere d'arte di qualità. Kagge Forlag
- Kagge, Erling (2015). Metropolitana di Manhattan. Edizioni mondiali.
- Kagge, Erling (2017). Silenzio: nell'era del rumore. Pantheon. ISBN 15-247-3323-7.
- Kagge, Erling (2019). Camminare: un passo alla volta. Knopf Doubleday. ISBN 1524747858.